# Sony Xperia 1
Sony Xperia 1是索尼行動通訊於2019年2月25日2019世界流動通訊大會正式發表的旗艦式智慧型手機。是世界上第一款具有超寬21:9寬高比CinemaWide 4K HDR OLED屏幕，以及索尼首款採用Eye AF眼睛追焦技術的三鏡頭相機智能手機。
這款手機是Xperia XZ2 Premium與Xperia XZ3的後繼機種。索尼行動通訊自2019年起改變了手機產品線的命名方式，旗艦級手機系列以Xperia 1取代Xperia XZ；小尺寸旗艦機以Xperia 5取代Xperia XZ Compact；中階手機以Xperia 10取代Xperia XA。

## 規格

### 硬件
Sony Xperia 1使用高通驍龍855處理器，內置6.5吋21.9的CinemaWide 4K HDR OLED屏幕，此機運用Sony BRAVIA電視技術，以X1 for mobile圖像處理器加上支援寬闊色域的ITU-R BT2020，以及使用Illuminant D65的DCI-P3標準，令屏幕有劇院級觀賞體驗。配備上三主鏡頭規格，包括16mm超廣角鏡頭，26mm標準鏡及52mm長焦鏡，配合全新的BIONZ X for mobile處理器更有EyeAF功能與10fps高速連拍。

### 軟件
Sony Xperia 1運行Android Pie。採用Optical SteadyShot混合式防震系統，可確保拍攝的内容平穩而流暢，加上Cinema Pro功能，讓用家能輕易拍攝具有電影感的21.9畫面比例作品。

## 外部連結
- Xperia 1 - Official website - Sony Mobile (Global English)（页面存档备份，存于）